# Pahukatawa bundtet
Pahukatawa bundtet er et helligt bundt skænket til skidi pawneerne af deres mytologiske velgører og beskytter Pahukatawa.:618  Bundtet var et krigsbundt, som støttede skidierne i deres kampe, og som de tyede til i stunder af overhængende fare. De vigtigste, indpakkede bundtdele er syv etuier af rør med fjer i:65  samt Pahukatawas ”vidunderlige leggings”. Den ene legging er hvid, den anden sort og begge er dekoreret med farve, ørnedun, perlebroderi samt skalpe.:66 
Pawnee høvding Big Eagle var iført Pahukatawas leggings, da pawneerne erobrede cheyennernes hellige pile omkring 1830.
Det hellige bundt med Pahukatawas leggings og andre ejendele findes på Field Museum of Natural History i Chicago.:24 

## Pahukatawa
Pahukatawa var en genoplivet og åndeagtig pawnee; præriens fugle og dyr havde bragt ham til live, efter at han var blevet dræbt og lemlæstet af indianske fjender under en jagttur.:617  Som genoplivet viste han sig både i dyre-, fugle- og flygtig menneskeskikkelse:619  for en udvalgt pawnee, Coming Sun, der til sidst gjorde sig fortjent til at få hans ejendele.:618  Pahukatawa meldte sin usynlige ankomst i pawnee byen om natten ved at slå to flintestykker mod hinanden, så der sprang gnister i mørket.:66 
Pahukatawa er anerkendt som skidiernes største profet og velgører. Han advarede sit folk om forestående angreb, gav det helseråd og bragte bisoner til jagtmarkerne.:40 
Inden han forlod de kosmisk-orienterede skidier for at blive til en stjerne lidt nordvest for mælkevejen,:139  gav han de unge mænd en ny dans, The One Horn Dance. Under den hoppende dans påkaldte deltagerne Pahukatawa for at kunne udføre krigerbedrifter med metafysisk hjælp fra ham. Dansere med fjerprydelser skulle fastgøre et enkelt bisonhorn til den højre side af den.:616  En stor tromme med fire stykker flint i kom i brug under dansen.:617  Ved siden af trommeslagerne medvirkede fire faste sangere og to hjælpere.:621 
Skidierne mindedes og ærede den bortdragne Pahukatawa i forbindelse med visse årlige ceremonier, hvorunder de sendte ham bønner og bragte ham stav- eller røgofre.:60 

## Pahukatawa bundtet
Foruden en hvid, højre legging af skind fra en wapiti og en sort, venstre legging af skind fra en hjortehind indeholder bundtet syv hvidmalede rør eller hylstre med enten ørne- eller gribbefjer i samt flere flintestykker.:66 
Kort efter at skidierne havde gennemført Thunder-ceremonien om foråret, skulle de åbne Pahukatawa bundtet og vække dets kræfter til live igen i en mudderhytte eller tipi.:65  Deltagerne stod i kun lændeklæde og malede sig på kroppen med hvidt ler opløst i vand, inden de startede.:66  En del af ceremonien bestod i at give de syv fjerhylstre et nyt lag hvid lerfarve,:65  og der blev bl.a. ofret løs tobak til Morgenstjernen og Aftenstjernen. Endvidere dryssede bundt-ejerens hjælper tobak på de to leggings, og en deltager ofrede tobaksrøg fra en tændt ceremonipibe. Skidiernes sædvanlige offer af majskerner på nøje fastlagte steder i mudderhytten fuldendte den højtidelige del af ceremonien.:66 
Deltagerne spiste og slukkede deres tørst, før bundtet blev pakket sammen.:67  I vinterhalvåret havde den mørke legging ligget oven på den lyse, men med forårets snarlige komme blev de to leggings pakket tilbage i bundtet med den hvide øverst.:66 
Skidierne fortsatte med at åbne Pahukatawa bundtet til et stykke ind i det 20. århundrede,:623  skønt USA havde stoppet indianernes indbyrdes kampe flere årtier før,:146  og pawneerne ikke mere behøvede et krigsbundt.:67 